# August Stotz

Bismarckdenkmal in Heilbronn mit Geländer und Laternen von August Stotz

August Stotz (* 1845; † 1908) war ein deutscher Kunstschmied in Heilbronn. Seine dem Jugendstil zuzurechnenden Kunstschmiede-Arbeiten fanden weite Verbreitung im nördlichen Württemberg. Sein von seinen Söhnen fortgeführtes Unternehmen hat außerdem auch große technische Eisenkonstruktionen gefertigt.

## Leben und Wirken

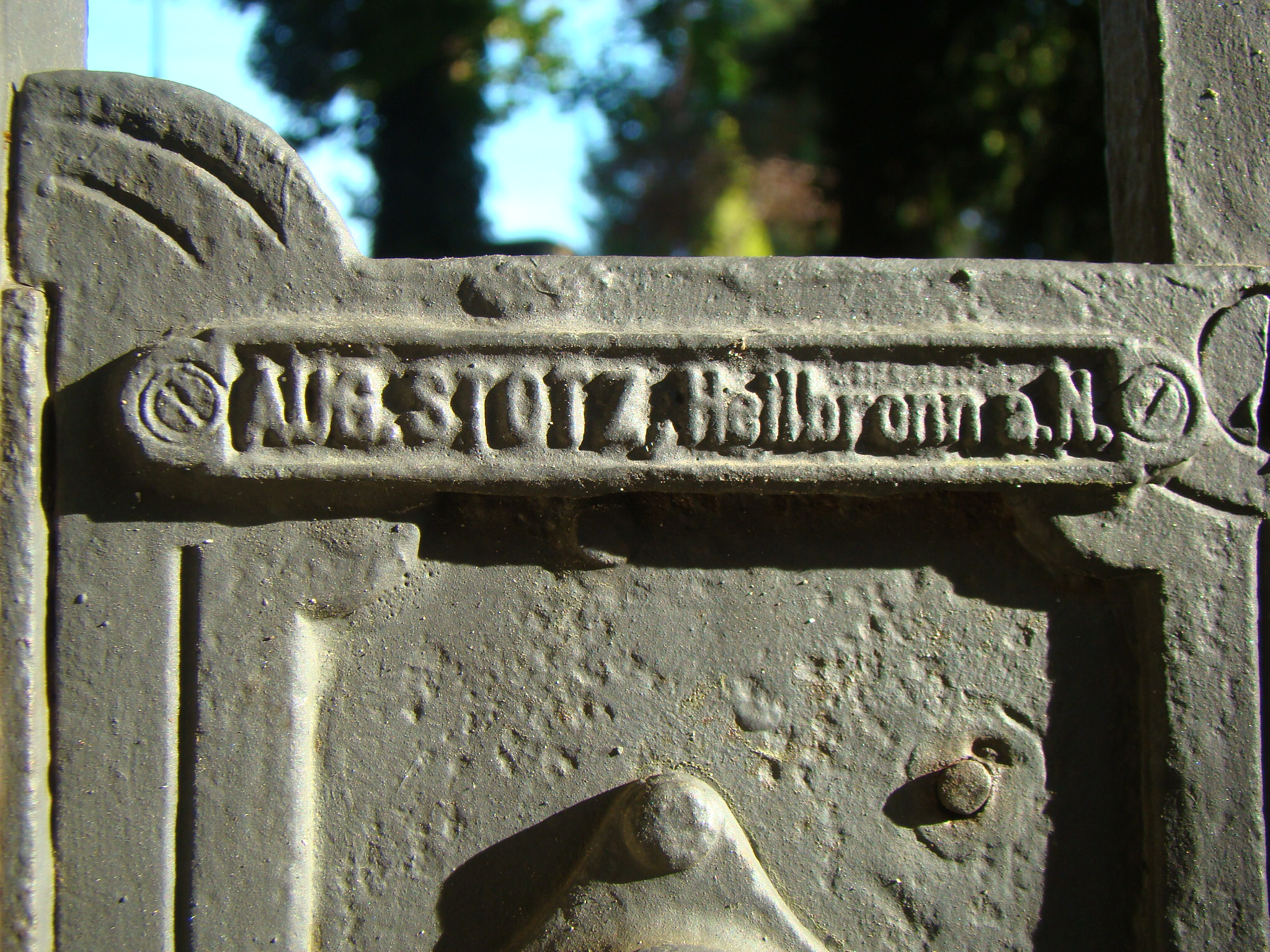
Stotz-Schriftzug am schmiedeeisernen Gartentor der Villa Teuffel in Heilbronn

Stotz war wohnhaft im Haus Kaiserstraße 6 in Heilbronn. Daneben gehörten ihm auch die Häuser Bismarckstraße 15, Charlottenstraße 29 und 31. August Stotz Söhne betrieben eine Schlosserei, Kunstschmiede sowie eine Fabrik für Eisenkonstruktionen. In der Zeit um 1900 waren Stotz und seine Söhne an zahlreichen repräsentativen Bauprojekten beteiligt, u. a. schufen sie Kunstschmiedearbeiten nach eigenen oder fremden Entwürfen für die Rathäuser in Schwaigern und Heilbronn und für die Heilbronner Friedenskirche sowie für unzählige Villen und Geschäftshäuser. Neben künstlerischen Arbeiten fertigte das Unternehmen auch technische Konstruktionen, darunter Bauteile für Fabrikneubauten sowie Auftragsarbeiten für die Kranfabrik von Julius Wolff. Im Jahr 1883 meldete August Stotz beim Kaiserlichen Patentamt ein Patent für eine Parallelführung an Schiebetüren an. Er starb 1908. Die Gestaltung seiner Grabanlage übernahmen die Architekten Beutinger & Steiner.

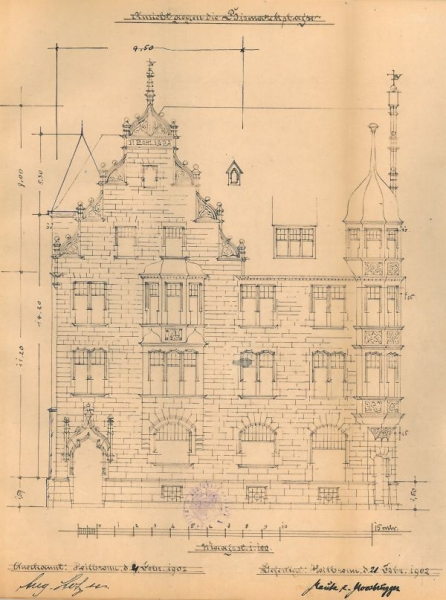
Haus Stotz, Bismarckstraße 15, Heilbronn
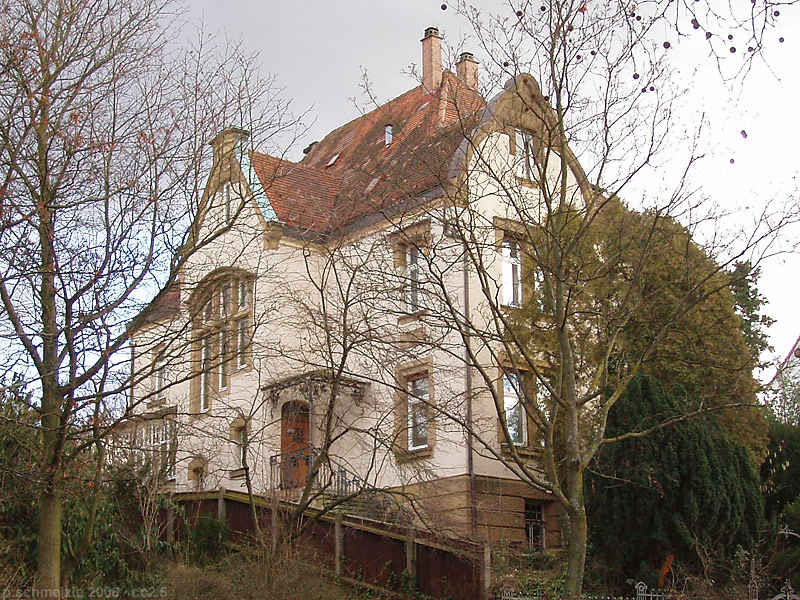
Villa Stotz, Charlottenstraße 31, Heilbronn

## Werke

### Kunstschmiede-Arbeiten in Heilbronn

Heilbronn, E.F. Staehle, schmiedeeisernes Tor von August Stotz

- Heilbronn-Böckingen: Glasdach- und Hofüberdachung für die Schuchmann’sche Brauerei.[6]
- Abschluss zum Geschäftshaus E. F. Staehle, Entwurf Architekt Jakob Saame aus Heilbronn.[7]
- Geländer mit Laternen zum Bismarck-Denkmal, Entwurf Prof. Rieth, Berlin.[8]
- Haus Bruckmann, Entwurf Eisenlohr und Weigle aus Stuttgart.[9]
- Haus Hofrat Schliz, Hausgittertüre, Entwurf Bauräte Kayser und von Großheim, Berlin.[10]

Heilbronn, Haus Huber, Oberlichtgitter von August Stotz

- Haus Huber, Haustüre mit Oberlichtgitter, Entwurf Architekten Maute und Moosbrugger.[11]
- Hotel Viktoria, Haupttreppe mit Kandelaber, Entwurf August Stotz Söhne.[12]
- Hutmachergeschäft Gottlob Knödler, Kaiserstraße 26 Ecke Kasernengasse, Schaufensterfassade, Entwurf August Stotz Söhne aus Heilbronn.[13]
- J. Gumbel am Markt, Schaufensterfassade, Entwurf Architekten Graf und Röckle aus Stuttgart.[14]
- Kaiserstraße 37, Gebäude der Gewerbekasse, erbaut 1902, Entwürfe Architekten Maute und Moosbrugger, Eingangstüre in Kupfer getrieben, Motive: Händler, Edelmann, Wachhund sowie Bauer, Bettler und diebische Elster.[15]
- Uhrmacher Wimmer, Kaiserstraße 42, Schaufensterfassade[16]
- Möbelhandlung Karl Ruffler, Kilianstraße, Schaufensterfassade, Entwurf Architekten Kappler (Stuttgart) und Bachmann (Heilbronn).[17]
- Firma Friedrich Eduard Mayer, Sülmerstraße (neben der Einhornapotheke), Schaufensterfassade.[18]
- Villa Knorr, Grundstücksportal, Hauseingangstüre und Wendeltreppe, Entwurf Architekten Ernst Walter und Karl Luckscheiter bzw. August Stotz Söhne.[19][20][21]

Heilbronn, Villa Langer, Balkongeländer von August Stotz

- Villa Langer, Balkongeländer, Entwurf Architekt J. Saame.[22]

Heilbronn, Villa Metzger, Hoftor von August Stotz

- Villa Metzger, Tor und Türabschluss, Entwurf Architekten Maute und Moosbrugger.[23]

Heilbronn, Villa Richard Becker, Treppengeländer von August Stotz

- Villa Becker des Fabrikanten Richard Becker (* 24. Oktober 1857; † 20. Dezember 1919),[24] Treppengeländer mit Kandelaber, Entwurf Architekten Ernst Walter und Karl Luckscheiter aus Heilbronn.[25]
- Villa Schliz, Dachaufbau mit Laterne für Dielen-Beleuchtung, Entwurf Architekten Schmohl und Stähelin aus Stuttgart.[26]
- Villa Teuffel, Portal-Abschluss mit Laternen.[27]
- Warenhaus Barasch, Kaiserstraße 48, Schaufensterfassade mit Türeingang, Entwurf Architekt A. Braunwald Heilbronn.[28]
- Neubau August Stotz senior, Hauseingangstüre, Entwurf August Stotz Söhne.[29]
- Heilbronn, Kaiserstraße 5, Otto Kleinlogel, Entwurf Architekt August Dederer aus Heilbronn.[30]
- Altes Rathaus, Große Halle, großer Kronleuchter in Messing getrieben und ziseliert, Entwurf Professoren Vollmer und Jassoy, Berlin.[31] Tür im Großen Ratsaal im nördlichen Querflügel (erbaut von 1590 bis 1593), Beschlagteile in Messing ziseliert, Entwurf Professoren Vollmer und Jassoy, Berlin.[32] Tor zum Rathaus-Innenhof mit Abschlussgitter, Entwurf von Professoren Vollmer und Jassoy, Berlin.[33]

Abschlussgitter
Beleuchtungskörper
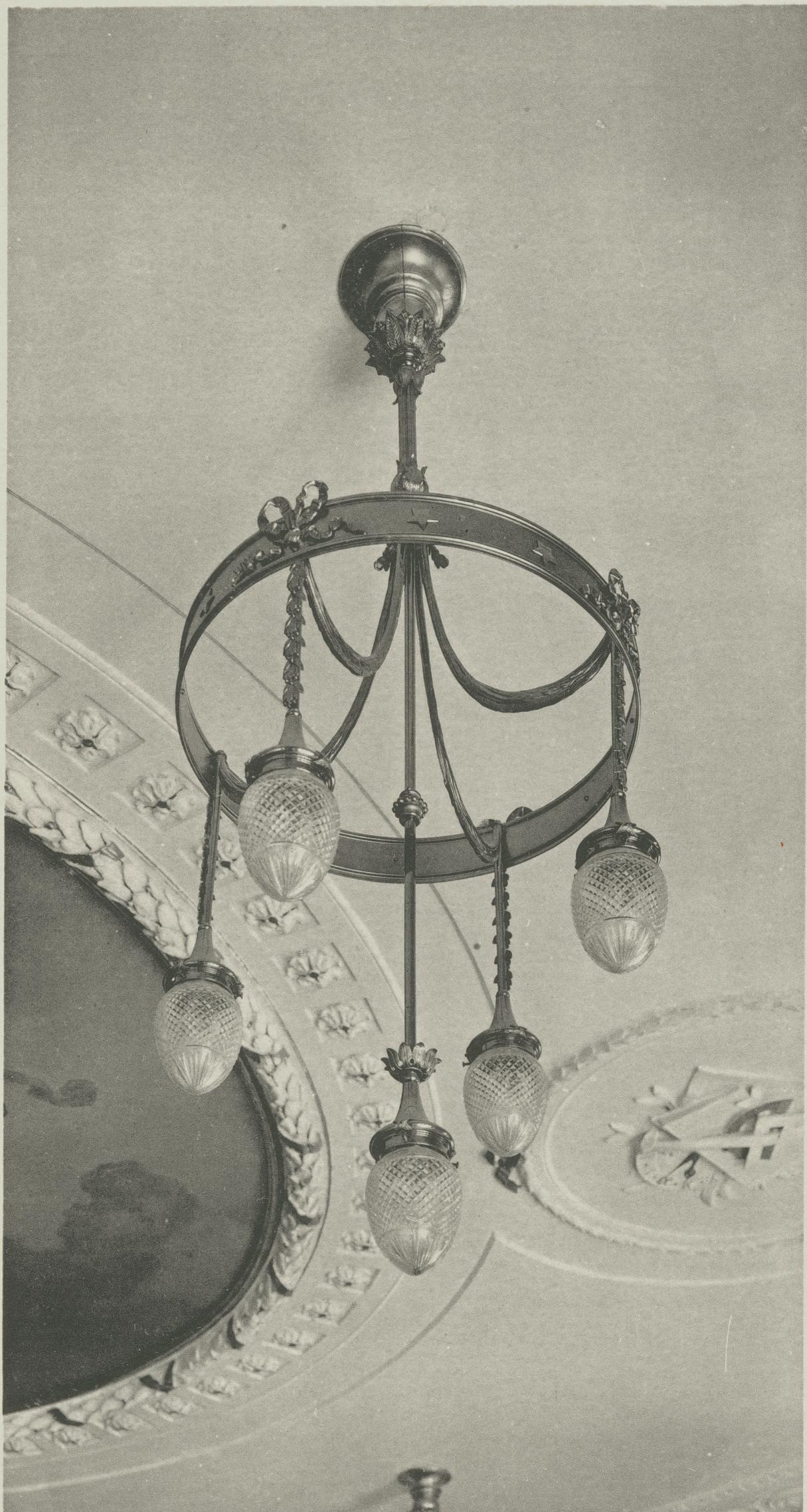
Beleuchtungskörper

- Friedenskirche auf dem Kaiser-Wilhelm-Platz (heute Friedensplatz), Türbeschläge, Entwurf Professoren Vollmer und Jassoy, Berlin.[34]
- Geschäftshaus Brenner-Schilling, Eingangsfassade, Entwurf August Stotz Söhne Heilbronn.[35]
- Papierfabrik Gebrüder Rauch, Dachschild, Entwurf August Stotz Söhne aus Heilbronn.[36]

Portal zum kgl. Landgericht am Deutschhof in Heilbronn

- Deutschhof, Portal zum königlichen Landgericht, Entwurf Königl. Baurat Schmöger aus Heilbronn.[37]
- Haus Stotz, Kaiserstraße, Portal.
- Firma Holzäpfel, Lohtorstraße, Schaufensterfassade, Entwurf Theodor Moosbrugger.

### Kunstschmiede-Arbeiten außerhalb Heilbronn
- Schwaigern, Rathaus, Fenstergitter und Heizkörperverkleidung, Entwurf Architekten Hermann Maute und Theodor Moosbrugger.[38]
- Bad Mergentheim, Wandelhalle mit einer Länge von ca. 90 Meter. Der Entwurf und die Ausführung stammten von August Stotz.[39]
- Bad Mergentheim, Haupttreppe der Spar- und Vorschußbank.[40]
- Bad Mergentheim, Hotel Deutscher Hof, Eisenkonstruktion für einen Glasvorbau mit Balkon.[41][40]
- Calw, Schaufenster-Fassade der Eisenwaren- und Colonialwarenhandlung Eugen Dreiß nach Entwürfen von August Stotz & Söhne. Die Bauleitung hatte der Oberamtsbaumeister Kiesner, Calw.[42]
- Gundelsheim, Arbeiten an der Kuranstalt auf Schloss Horneck.[40]
- Kochendorf, Arbeiten an der Elsäßer'schen Brauerei.[40]
- Bad Rappenau, Arbeiten bei R. Freudenberger.[43]
- Öhringen, Arbeiten für Chr. Messer.[43]
- Weinsberg, Arbeiten für Schenk & Schuhmacher.[43]
- Reutlingen, Arbeiten für Karl Gaiser.[43]
- Heidenheim an der Brenz, Arbeiten für die Kattunmanufaktur und die Maschinenfabrik J. M. Voith.[40]
- Kirchardt, Arbeiten für Dr. Schlick.[40]

### Technische Konstruktionen
Neben kunstgewerblichen Arbeiten führte August Stotz auch zahlreiche technische Konstruktionen für Gebäude aus.:

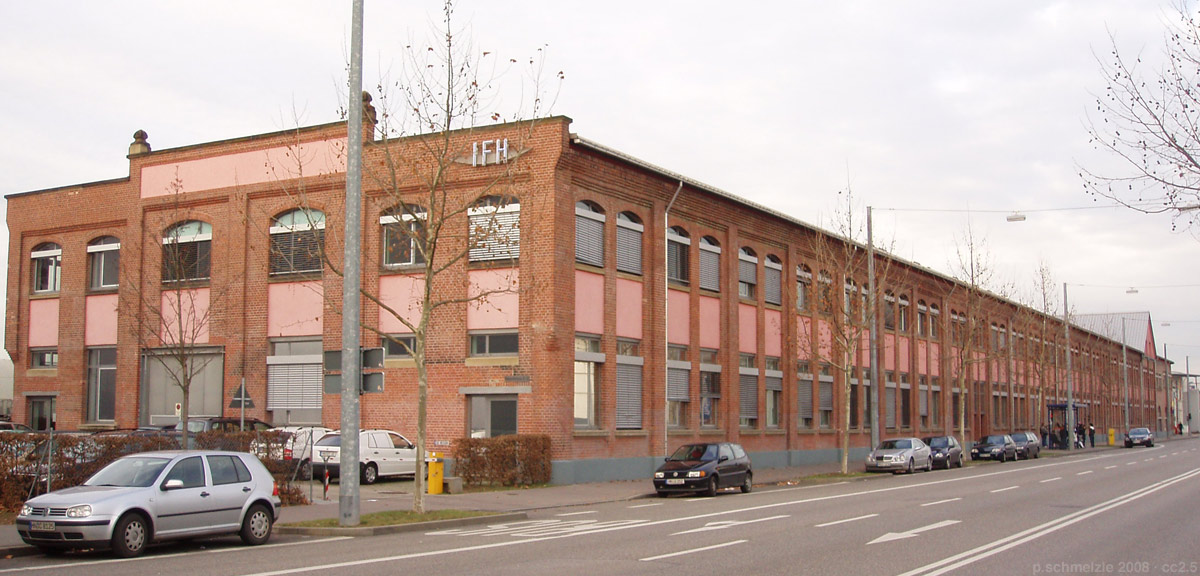
Weipert'sche Werkzeug-Maschinenfabrik

- Neubau der Weipert'schen Werkzeug-Maschinenfabrik: Eisenkonstruktion mit einem Gewicht von ca. 180 000 kg, errichtet in 54 Tagen.[44]
- Dach- und Fachwerkkonstruktion für das neue Heilbronner Gaswerk, die Bauleitung hatte das städtische Hochbauamt Heilbronn inne.[45]
- Eisenkonstruktion: Dachstuhl der Dammschule in Heilbronn.[41]
- Eiserne Fachwerk-Konstruktion für die Schuhfabrik Wolko in Heilbronn-Sontheim.[41]
- Eiserne Fachwerk-Konstruktion für Neubau Chr. Burger in Heilbronn.[41]
- Eiserne Fachwerk-Konstruktion für eine Wartehalle-Haltestelle in Bad Mergentheim.[41]
- Eiserne Fachwerk-Konstruktion für den Mühlenneubau C.H. Knorr A.G, Treppenhaus.[41]
- Eiserne Fachwerk-Konstruktion für C. Hagenbucher & Sohn, Heilbronn.[41]
- Eiserne Fachwerk-Konstruktion für E. Mayer, Heilbronn.[41]
- Eiserne Fachwerk-Konstruktion für die Fahrzeugfabrik in Heilbronn.[41]
- Wasserreiniger-Bau der Chemischen Fabrik mit Wellblachbedachung und Riffelblech-Belag im Wohlgelegen in Heilbronn.[41]
- Eisenkonstruktion für ein Trägergeschlinge der Zuckerfabrik in Heilbronn.[41]
- Eisenkonstruktion für eine elektrische Einrichtung für die Chemische Fabrik in Heilbronn-Wohlgelegen.[41]
- Eisenkonstruktion für Schacht- und Aufzuggerüste für Julius Wolff & Co.[41]
- Eisenkonstruktion für eine Wandelhalle für die Kurverwaltung in Bad Mergentheim. Deren Länge betrug 96 Meter.[41]
- Eisenkonstruktion für eine Hofüberdachung in Kaiser's Kaffeegeschäft in Heilbronn.[41]
- Eisenkonstruktion für eine Hofüberdachung für die Silberwarenfabrik Peter Bruckmann & Söhne in Heilbronn.[41]
- Eisenkonstruktion für einen Glasvorbau, vier Türvorbauten, sechs Abort- und Garderobenabschlüsse mit 36 Türen für die Zwirnerei Ackermann in Heilbronn-Sontheim.[41]
- Eisenkonstruktion für einen Glasvorbau mit Balkon für Fr. Busch, Hotel Deutscher Hof in Bad Mergentheim.[41]

### Luft-Schilder

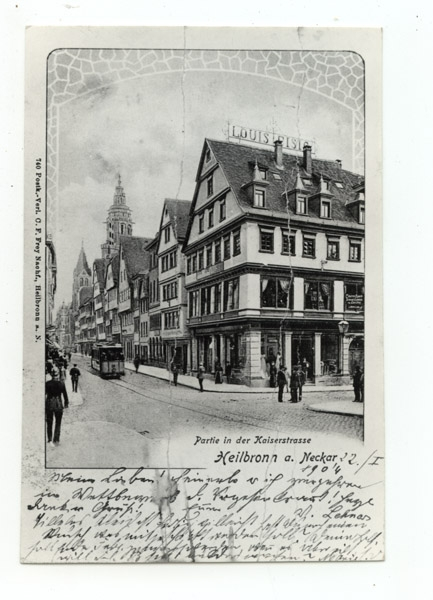
Luftschild für Louis Eisig, Kaiserstraße, Heilbronn

Er schuf verschiedene Luft-Schilder (metallene Werbekonstruktionen auf Dächern):
- Besigheim, Luftschild der „Bremen-Besigheimer-Ölfabriken“ mit einer Länge von 28 Meter, Entwurf von August Stotz & Söhne.[47]
- Papierfabrik der Gebrüder Rauch, Heilbronn.[46]
- Acetylen-Werk.[46]
- Ölfabrik von Carl Hagenbucher & Sohn in Heilbronn.[46]
- Ölfabrik von Ludwig Hahn in Heilbronn.[46]
- Marmorwerk von Fr. Wilh. Spindler (Sohn von Georg Friedrich Spindler) in Offenau.[46]
- Louis Eisig in der Kaiserstraße in Heilbronn.[46]
- Atelier Wendnagel in Heilbronn.[46]

### Schaufenster-Konstruktionen
Er schuf verschiedene Schaufenster-Konstruktionen:
- Otto Kleinlogel, Heilbronn, Kaiserstraße 5.[43]
- August Wimmel, Heilbronn, Kaiserstraße 42.[43]
- Ströbel, Blumenladen, Heilbronn, Kaiserstraße.[43]
- J. Holzäpfel, Heilbronn, Lohtorstraße.[43]
- C. Brenner-Schilling, Heilbronn, Fleinerstraße.[43]
- Rob. Krüger, Heilbronn, Deutschhofstraße.[43]
- Karl Ruffler, Heilbronn, Kilianstraße.[43]
- R. Freudenberger, Rappenau.[43]
- Chr. Messer, Öhringen.[43]
- Schenk Et Schuhmacher, Weinsberg.[43]
- Eugen Dreiß, Calw.[43]
- Karl Gaiser, Reutlingen.[43]
- August Binder, Heilbronn, Lohtorstraße.[43]
- Alb. Stotz, Heilbronn, Fleinerstraße.[43]

Warenhaus Barasch, Heilbronn

- Warenhaus Barasch, Heilbronn, Kaiserstraße.[43]
- Heinz Grünwald, Heilbronn, Kaiserstraße 46.[43]
- Kunsthandlung Bek und Reinh. Joos, Heilbronn, Kaiserstraße 40.[43]
- Hof-Photogr. Fleischmann, Heilbronn, Kaiserstraße 50.[43]
- Ernst Schulz Et Cie., Heilbronn, Fleinerstraße.[43]
- Karl Haas, Heilbronn, Sülmerstraße.[43]

Abr. Gumbel a. Markt, Heilbronn

- Abr. Gumbel a. Markt, Heilbronn, Kaiserstraße 34.[43]
- Süßkinds Kleidermagazin, Heilbronn, Sülmerstraße.[43]
- A. Wendnagel, photogr. Atelier, Heilbronn, Marktplatz.[43]
- Fr. Ed. Mayer, Eisenhandlung, Heilbronn.[43]
- W. R. Zeiger, Sülmerstraße, Heilbronn.[43]
- Karl Klein, Friseur, Fleinerstraße, Heilbronn.[43]

### Gerade und gewundene eiserne Treppen
Er schuf verschiedene gerade und gewundene eiserne Treppen:
- Mühle: Neubau der C. H. Knorr A.G. in Heilbronn, Haupttreppe.
- Fabrik: Neubau der Mech. Schuhfabrik in Sontheim-Heilbronn, Haupttreppe.
- Bank: Neubau der Spar- und Vorschußbank in Bad Mergentheim, Haupttreppe.
- Fabrik: An- und Aufbau der Fahrzeugfabrik in Heilbronn, Haupttreppe.
- Geschäftshaus: Neubau des Warenhauses Barasch in Heilbronn.
- Fabrik: Neubau von C. Hagenbucher & Sohn, Heilbronn.
- Fabrik: Neubau der Chem. Fabrik, Wohlgelegen.
- Fabrik: Neubau der Mech. Zwirnerei in Sontheim-Heilbronn.
- Villa G. Hagenbucher, Heilbronn „mit reichem Geländer“.
- Kunstladen K. Bek, Heilbronn.
- Villa A. Stotz in der Charlottenstraße 29 in Heilbronn.
- Villa A. Stotz in der Charlottenstraße 31 in Heilbronn mit „61 Tritten[n]“.
- Herberge zur Heimat in Heilbronn.
- Schwäbische Bierhalle.
- Kuranstalt Schloss Horneck in Gundelsheim.
- Heinrich Schwarz, Heilbronn.
- Hermann Hammer, Heilbronn.
- Metzger Glaß, Heilbronn.
- Atelierbau Wendnagel, Heilbronn.
- Heizraum für den Schulhausneubau in der Dammstraße.
- A. Stotz, Bismarckstraße in Heilbronn.
- Silberwarenfabrik Peter Bruckmann & Söhne, Heilbronn.
- Salzwerk in Heilbronn.
- Elsäßer'sche Brauerei in Kochendorf.
- W. Wecker in Heilbronn.
- Fr. Hubmann, Hotel Viktoria in Heilbronn.

### Wendeltreppen
Er schuf verschiedene Wendeltreppen:
- Silo: Neubau, C. H. Knorr A.G. in Heilbronn, fünf Geschosse.
- Fabrik: Neubau der württembergischen Kattunmanufaktur in Heidenheim.
- Turbinenwerk für die Maschinenfabrik J. M. Voith in Heidenheim.
- Mechanische Zwirnerei und mechanische Schuhfabrik in Heilbronn-Sontheim.
- Neckarsulmer Fahrradwerke in Neckarsulm.
- Aufbau der Fabrik von Ernst Mayer (Papierfabrikant) in Heilbronn.
- Aufbau der Silberwarenfabrik Peter Bruckmann & Söhne in Heilbronn.
- W. M. Wolff, Heilbronn.
- Aukirche, Heilbronn.
- Gräfl. Neipperg. Schloss, Schwaigern.
- Veranda für C. Bek in Heilbronn.
- Veranda für Villa Frau Alfred Knorr in Heilbronn.
- W. Gerock, Färberei in Heilbronn.
- Dr. Schlick, Kirchardt.
- Fr. Bruch, Hotel Deutscher Hof, Mergentheim.
- Turnhalle der Dammschule in der Dammstraße in Heilbronn.
- Fabrik-Neubau für Krämer & Flammer in Heilbronn.
- Friedenskirche in Heilbronn.
- G. Schaeuffelen'sche Papierfabrik in Heilbronn.
- E. F. Stähle in Heilbronn.
- Rösterei-Neubau für Chr. Heinr. Schmidt junior in Heilbronn.
- Elsäßer'sche Brauerei in Kochendorf.
- R. Mössinger Erbe in Heilbronn.
- Gemüsebau C.H. Knorr A.G. in Heilbronn.

## Kunstgeschichtliche Einordnung
Die Arbeiten von August Stotz & Söhne beeinflussten junge Handwerker wie Erwin Mehne, der seine Ausbildung im Unternehmen Stotz absolvierte.

„In der damals vom Jugendstil beherrschten Zeitperiode feierte die Schmiedekunst Triumph und wir jungen Leute waren tief beseelt und begeistert von jenen Arbeiten, die damals als wahre Kunstwerke die Werkstätte verließen.“

Die meisten der von Stotz in Heilbronn geschaffenen Arbeiten gingen bei der Zerstörung der Stadt beim Luftangriff vom 4. Dezember 1944 verloren. Einige der erhaltenen Gebäude, für die Stotz kunsthandwerkliche Arbeiten schuf, stehen heute unter Denkmalschutz, darunter die Villa Stotz, die Villa Teufel, die Villa Knorr und das ehemalige Hotel Victoria in Heilbronn oder das Rathaus in Schwaigern.